# Josephine zu Dänemark

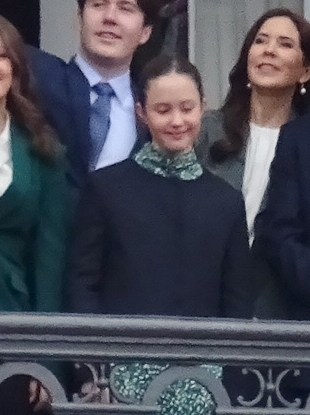
Josephine zu Dänemark

Josephine Sophia Ivalo Mathilda, Prinzessin zu Dänemark, Komtess von Monpezat (* 8. Januar 2011 in Kopenhagen) ist das vierte und jüngste Kind von Frederik X. und Königin Mary sowie das siebte Enkelkind von Margrethe II. und dem verstorbenen Prinz Henrik. Sie ist die Zwillingsschwester von Prinz Vincent. Josephine ist die vierte in der dänischen Thronfolge, nach ihren älteren Geschwistern Kronprinz Christian, Prinzessin Isabella sowie ihrem älteren Zwillingsbruder.

## Leben
Josephine wurde im Rigshospitalet, dem Kopenhagener Universitätskrankenhaus, 26 Minuten nach ihrem Zwillingsbruder um 10:56 Uhr Ortszeit geboren. Josephine und Vincent wurden am 14. April 2011 in der Holmens Kirke in Kopenhagen getauft. Der vollständige Name der Prinzessin wurde als Josephine Sophia Ivalo Mathilda bekannt gegeben. Ihr dritter Name, Ivalo, ist grönländisch. Er stammt aus der Region Qaanaaq, wo ihr Vater mit der Sirius-Hundeschlittenpatrouille patrouillierte, und „Sehne“ bedeutet. Ihre Paten sind ihre Tante väterlicherseits, Prinzessin Marie von Dänemark, ihre Tante mütterlicherseits, Patricia Bailey, sowie die Freunde ihrer Eltern, Prinz Carlo, Graf Bendt Wedell, Birgitte Handwerk und Josephine Rechner. Josephine trug ein Taufkleid, das im Besitz ihrer Urgroßmutter, Königin Ingrid, gefunden wurde. Damit war sie das erste Kind eines künftigen dänischen Monarchen, das nicht das traditionelle Taufkleid des dänischen Königshauses (das ihr Zwillingsbruder trug) trug, seit es 1870 in Gebrauch genommen wurde. Im August 2023 wechselte Josephine an die Kildegård Privatskole in Gentofte. Mit Beginn des Schuljahres 2025/26 setzt sie ihre Schulausbildung auf eigenen Wunsch in der 8. Klasse an der Spir Efterskole bei Juelsminde in Südostjütland fort; ihr Zwillingsbruder Vincent verbleibt an der Tranegårdsskolen. An der Efterskole ist neben den Pflichtfächern die Wahl eines sogenannten challenge-fag vorgesehen; die konkrete Fächerwahl der Prinzessin wurde nicht bekanntgegeben.

## Öffentliche Wahrnehmung und Auftritte
Am 3. August 2014, während des offiziellen Besuchs der Familie in Grönland, nahmen Josephine, ihre Eltern und Geschwister an einer Baumpflanzung teil, der nach Josephine und ihrem Bruder benannt wurde, die in Grönland unter ihren grönländischen Zweitnamen bekannt sind. Am 15. August 2017 wurden Josephine und ihr Zwillingsbruder in die Tranegårdsskolen in Gentofte eingeschult – dieselbe öffentliche Schule wie ihre älteren Geschwister. Im Januar 2020 begannen Josephine und ihre drei Geschwister einen 12-wöchigen Schulaufenthalt an der Lemania-Verbier International School in Verbier. Der Aufenthalt wurde schließlich abgebrochen und die Geschwister kehrten im März aufgrund der Verschärfung der COVID-19-Situation in Dänemark nach Hause zurück. Im Jahr 2023 wechselte Josephine auf die Kildegård Privatskole. 2023 gab sie ihr Debüt als Schauspielerin in der Peter-Pan-Inszenierung in der Glassalen im Tivoli in Kopenhagen; in der Besetzungsliste wurde sie als Josephine Sophia Ivalo geführt. Im Dezember 2024 trat sie zudem in mehreren Folgen der DR-Julekalender Tidsrejsen 2 in einer kleinen Rolle auf.

## Titel und Prädikat
Josephine trägt den Titel Ihre Königliche Hoheit Prinzessin Josephine zu Dänemark, Komtess von Monpezat (dänisch Hendes Kongelige Højhed Josephine Sophia Ivalo Mathilda, Prinsesse til Danmark, komtesse af Monpezat).